# Ever-lasting Blue
『Ever-lasting Blue』（エヴァーラスティング・ブルー）は、日本のハードロックバンドaphasiaの6thフルアルバム。2017年4月発売。発売元はBit Organization。

## 概要
- aphasiaの6thフルアルバム。
- 新メンバーにSion（Vo）、元WOLFのken（Bass）が参加して初のアルバム
- ゲストミュージシャンとしてAndre Andersen（ROYAL HUNT）が参加（M-1、M-2）

## 収録曲
1. Into the fire
（作曲：Andre Andersen）
  - インスト。
2. CRUSH＆BURN
（作詞：goe  作曲：goe）
3. Queen of the night
（作詞：goe  作曲：goe）
4. 千の光
（作詞：goe  作曲：goe）
5. Where is my ID
（作詞：Sion  作曲：goe）
6. 約束の地
（作詞：goe  作曲：goe）
7. Sandplay is over
（作詞：jun  作曲：jun）
8. Love motion
（作詞：goe  作曲：goe）
9. 永遠の孤独
（作詞：さとうみかこ  作曲：小坂由美子）
  - 「宇宙の騎士テッカマンブレード」（第28話 - 第49話）主題歌カバー、オリジナルは小坂由美子。
10. reminiscence～追憶～
（作曲：goe）
  - インスト。
11. 蒼い蜃気楼
（作詞：goe  作曲：goe）
  - "Cold blue moon"のリメイク。

## 参加ミュージシャン
- Sion - ボーカル
- goe - ギター
- ken - ベース
- jun - ドラム

（Additional Musician）
- Andre Andersen - キーボード
- Noriko Takahashi - キーボード